# Santa Luzia (São Roque do Pico)
Santa Luzia ist eine portugiesische Gemeinde (Freguesia) im Kreis (Concelho) von São Roque do Pico, auf der Azoren-Insel Pico. In der Gemeinde leben 436 Einwohner (Stand 19. April 2021).
Die Gemeinde gehört zum Weinbaugebiet der Insel Pico. 2004 nahm die UNESCO die Weinbaukultur der Insel in die Liste des Welterbes auf.

## Geschichte
1617 wurde die Gemeinde Santa Luzia eigenständig.

## Verwaltung
Santa Luzia ist Sitz einer gleichnamigen Gemeinde (Freguesia). Folgende Ortschaften liegen in der Gemeinde:
- Arcos
- Canto do Mistério
- Fetais
- Lajido
- Lajido do Meio
- Meio Mundo
- Miragaia
- Mistérios de Santa Luzia
- Ponta da Baixa
- Ponta Negra
- Prainha